# Odette Goimbault
Odette Goimbault, dite Mary Odette, née le 10 août 1901 à Dieppe et morte le 26 mars 1987 à Stockport (Angleterre) est une actrice française qui tourna essentiellement dans des films muets britanniques et néerlandais.

## Filmographie
- 1920 : De Vrouw van de Minister (nl) de Maurits Binger et B.E. Doxat-Pratt
- 1924 : Désorde et génie d'Alexandre Volkoff
- 1929 : Celle qui domine de Carmine Gallone et Léon Mathot